# Grzegorz Orszak
Grzegorz Orszak, znany także jako: Orsatius, Orsacius (ur. w 1520 w Nowym Mieście Korczyn, zm. 1567) – polski pisarz i działacz reformacyjny, organizator szkolnictwa ewangelickiego w Polsce, jeden z tłumaczy Biblii brzeskiej.

## Życiorys
Był prawdopodobnie pochodzenia węgierskiego. Wczesne lata życia spędził w Oświęcimiu, ukończył studia w Akademii Krakowskiej, przyjął kalwinizm i zaczął pracować jako nauczyciel wśród ewangelików w Małopolsce.
Jego największą zasługą jest zorganizowanie wzorowej szkoły średniej w Pińczowie, która pierwszą siedzibę miała od października 1550 w Zamku Pińczowskim i działała pod patronatem właściciela Pińczowa – Mikołaja Oleśnickiego. Dzięki działalności Orszaka Pińczów przekształcił się z mało znanej miejscowości w jeden z największych w Polsce ośrodków ewangelickiej oświaty. 
W latach 1551–1560 Orszak był rektorem uczelni pińczowskiej. Jednak wkrótce powstał konflikt z miejscowym zborem kalwińskim z powodu sympatii Orszaka dla Franciszka Stankara, wcześniej wydalonego z Pińczowa. Z tego powodu Orszak przeniósł się w 1562 do Dubiecka, gdzie otrzymał stanowisko kierownika miejscowej szkoły, założonej w 1559 przez Stankara dla kształcenia pastorów kalwińskich. Uczył tam przypuszczalnie języka polskiego, teologii, gramatyki i retoryki. 
W 1556 Orszak wydał w Królewcu Postyllę polską domową – zbiór kazań i komentarzy, objaśniających fragmenty Biblii. Jako filolog z doskonałą znajomością greki i hebrajskiego, najpierw sam przetłumaczył na język polski część Starego Testamentu, a następnie przyłączył się do zespołu tłumaczy, pracujących nad przekładem Biblii brzeskiej (był inicjatorem tego przekładu). 
W 1603 roku jako autor trafił do pierwszego polskiego Indeksu Ksiąg Zakazanych powstałego z inicjatywy biskupa Bernarda Maciejowskiego. 
Protektorem Orszaka był książę pruski Albrecht Hohenzollern. Dalsze losy Orszaka nie są znane.